# مايك بوبو
مايك بوبو (بالإنجليزية: Mike Bobo)‏ هو لاعب كرة قدم أمريكية أمريكي، ولد في 9 أبريل 1974 في أوغستا في الولايات المتحدة.